# Péronne (Somme)
Péronne je francouzská obec v departementu Somme v regionu Hauts-de-France. V roce 2012 zde žilo 7 737 obyvatel. Je centrem arrondissementu Péronne a kantonu Péronne.

## Sousední obce
Allaines, Barleux, Biaches, Brie, Bussu, Cléry-sur-Somme, Doingt, Éterpigny, Mesnil-Bruntel

## Vývoj počtu obyvatel
Počet obyvatel